# Mark Simmonds (homme politique)
Pour les articles homonymes, voir Mark Simmonds et Simmonds.
Mark Jonathon Mortlock Simmonds, né le 12 avril 1964 à Worksop, est un homme politique britannique membre du Parti conservateur. Député de la circonscription de Boston et Skegness, dans le Lincolnshire, de 2001 à 2015, il est par ailleurs du 5 septembre 2012 au 11 août 2014 sous-secrétaire d'État parlementaire au Bureau des Affaires étrangères et du Commonwealth au sein du premier cabinet Cameron.